# Ignudi (Michel-Ange)

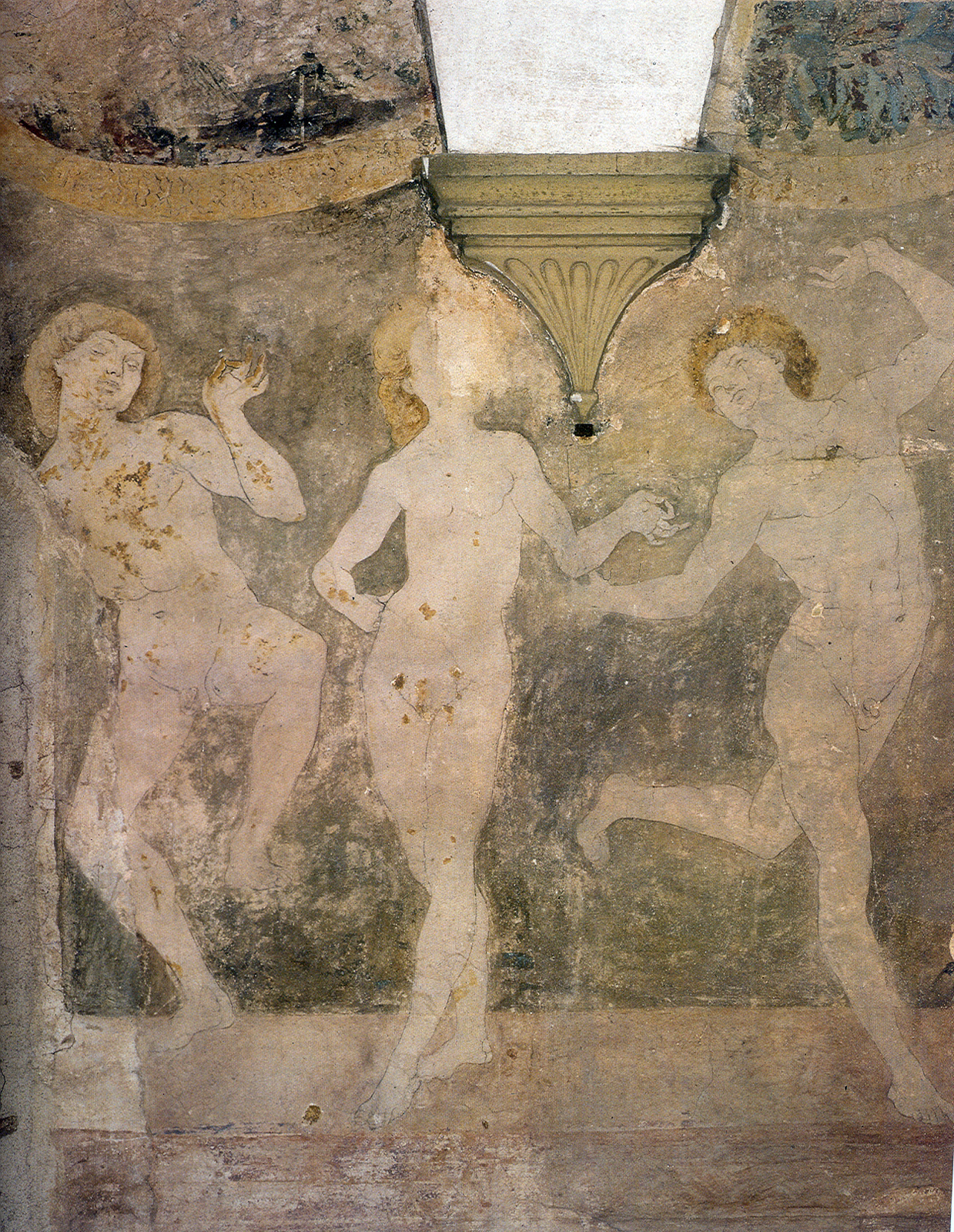
Antonio del Pollaiolo, Danse des Ignudi

Les Ignudi sont des figures particulièrement célèbres peintes à fresque, réalisées par Michel-Ange sur le plafond de la chapelle Sixtine, aux musées du Vatican à Rome, dont la décoration a été commandée par Jules II.

## Iconographie
Dans le domaine de l'art de la Renaissance, les figures nues, dans des attitudes diverses, font souvent référence à la statuaire antique.
Le mot Ignudi, version archaïque et toscane de l'adjectif « nu », doit sa diffusion aux écrits de Giorgio Vasari et d'autres historiens de l'art. La diffusion de figures d'« Ignudi » dans l'art de la Renaissance, bien que rappelant les citations classiques déjà en vogue depuis l'art médiéval tardif (à partir de Nicola Pisano), est principalement liée à l'art laurentien, qui a prospéré à Florence sous Laurent le Magnifique, dans lequel il y avait une recherche plus marquée de la reconstitution de l'antiquité. Parmi les premiers artistes à avoir utilisé des figures d'« Ignudi », on trouve Piero della Francesca (La Mort d'Adam), Antonio Pollaiuolo (sa Danse des nus est célèbre, qui reprend la peinture de vases grecs), Le Pérugin (Apollon et Daphnis). Vers la fin du XVe siècle, le motif des « Ignudi » commence à être utilisé pour les décorations et comme citation cultivée. Un exemple en est la Vierge à l'Enfant entre des Ignudi de Luca Signorelli (vers 1490), à laquelle Michel-Ange se réfère quelques années plus tard avec le Tondo Doni (environ 1506-1508).

## Ignudide la chapelle Sixtine

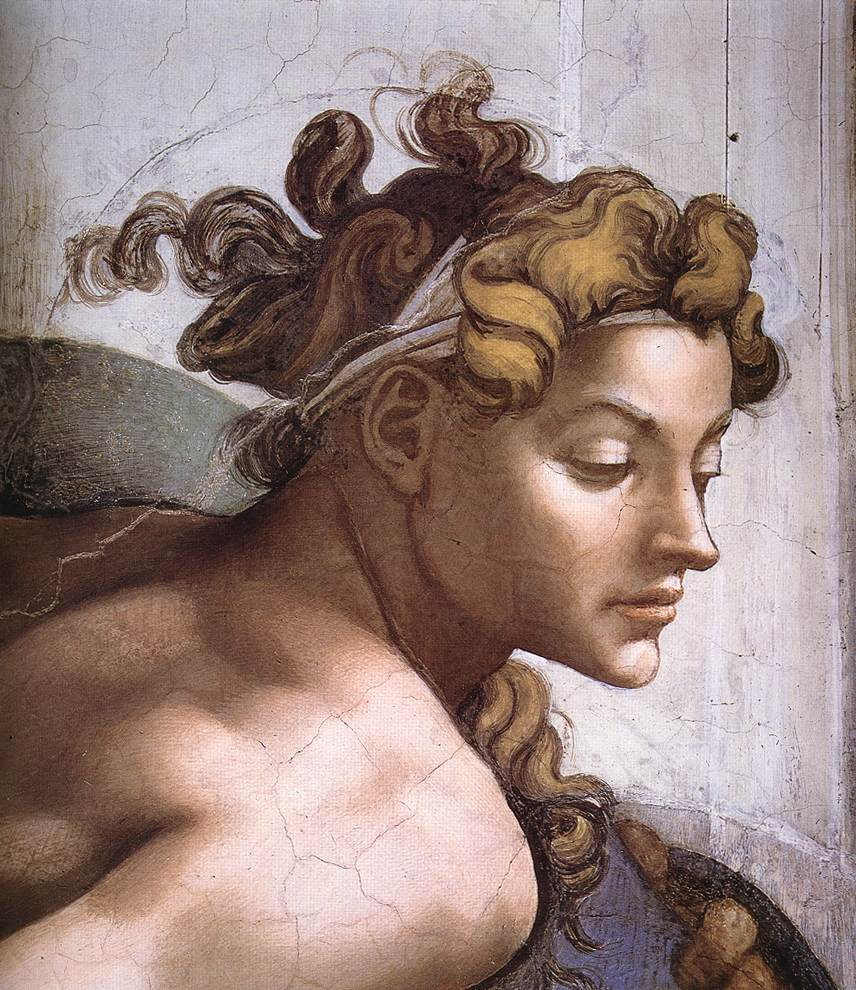
Détail.

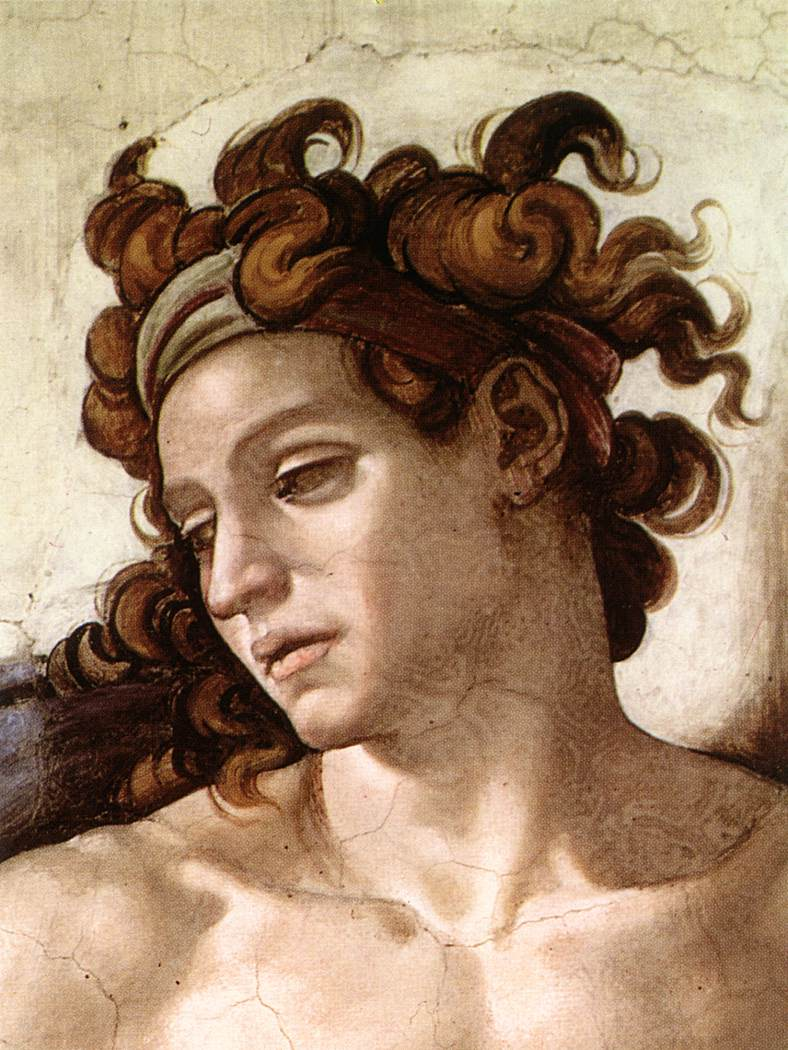
Détail.

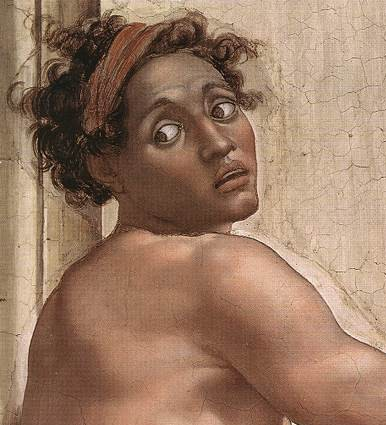
Détail.

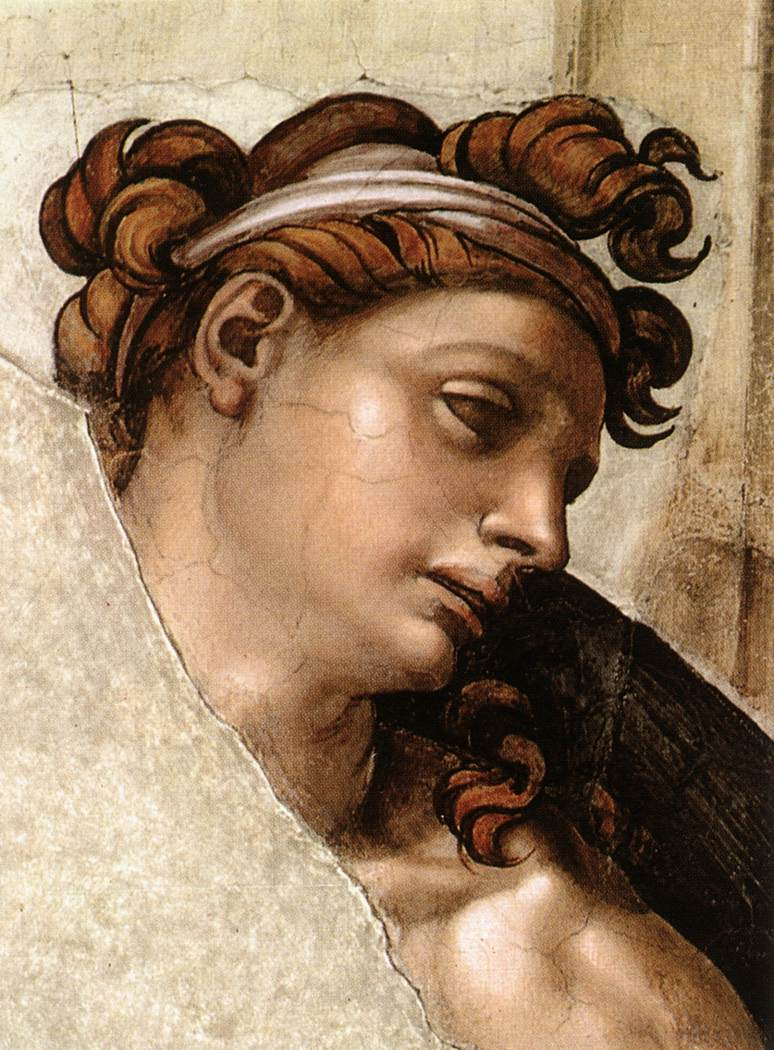
Détail.

### Description
La célèbre série d'Ignudi sur le plafond de la chapelle Sixtine est une fresque de Michel-Ange réalisée entre 1508 et 1512. Ils décorent, par groupes de quatre, les espaces entre les panneaux mineurs des Histoires de la Genèse. Ils sont assis sur des semelles qui, contrairement au cadre supérieur des trônes des Voyants, ne sont pas raccourcis dans le bas, suivant la tendance curviligne de la voûte.
Ils sont sans doute inspirés formellement par le Torse du Belvédère (Bobert/rubinstein, 1986 ; Wünsche, 1998).
L'Ignudi, qui varie en hauteur de 150 à 180 cm, supporte des festons avec des feuilles de chêne, faisant allusion aux armoiries des Della Rovere, et des rubans qui retiennent les médaillons qui simulent l'effet du bronze. Les Ignudi se caractérisent par des poses richement variées, mises en torsions complexes, d'une beauté physique et anatomique incontestable.
Dans les premières paires, plus près du mur d'entrée d'où la décoration a débuté, un motif symétrique a été utilisé, recourant presque certainement au même carton retourné. Les couples suivants ont une plus grande fluidité, jusqu'aux derniers, près de l'autel, qui présentent une liberté de composition maximale et une tendance marquée à envahir les panneaux des Histoires.
Ils ont aussi cette beauté qui, selon les théories de la Renaissance comme le célèbre Oratio de hominis dignitate de Jean Pic de la Mirandole, se combine avec l'exaltation des facultés spirituelles et place l'homme au sommet de la création, faite « à l'image et à la ressemblance de Dieu ».

### Interprétation

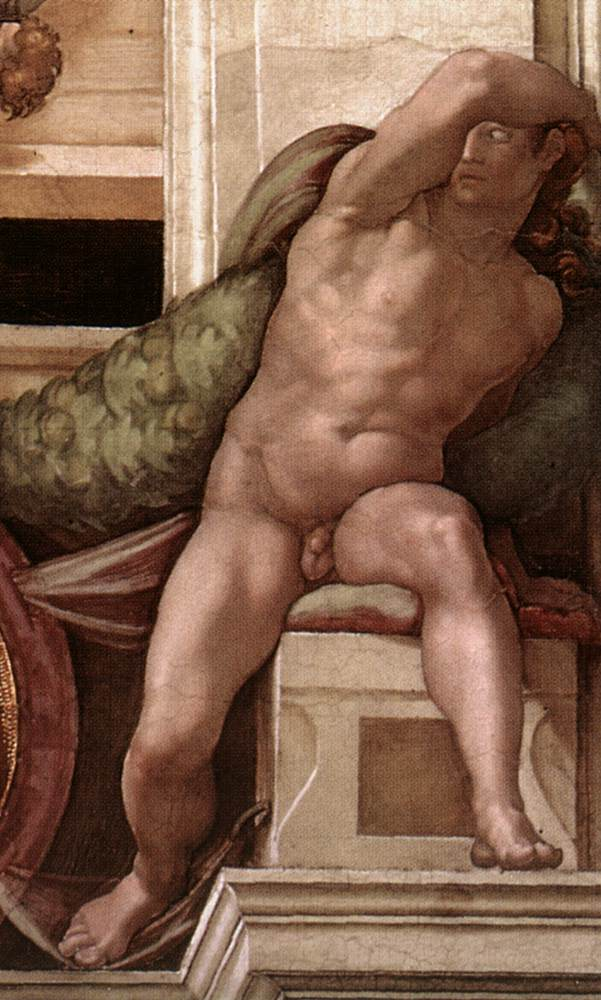
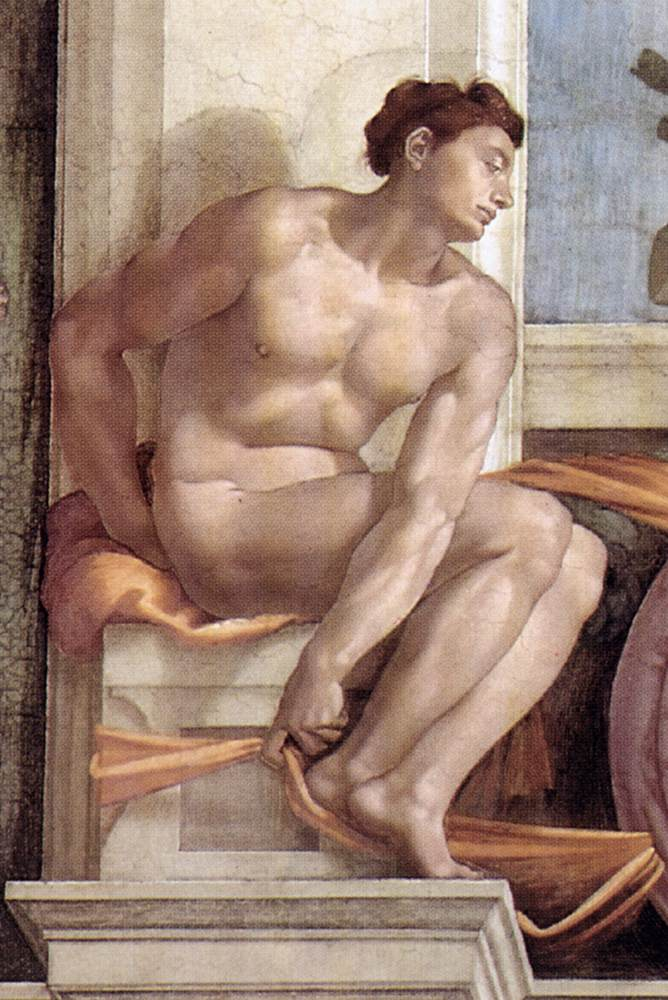
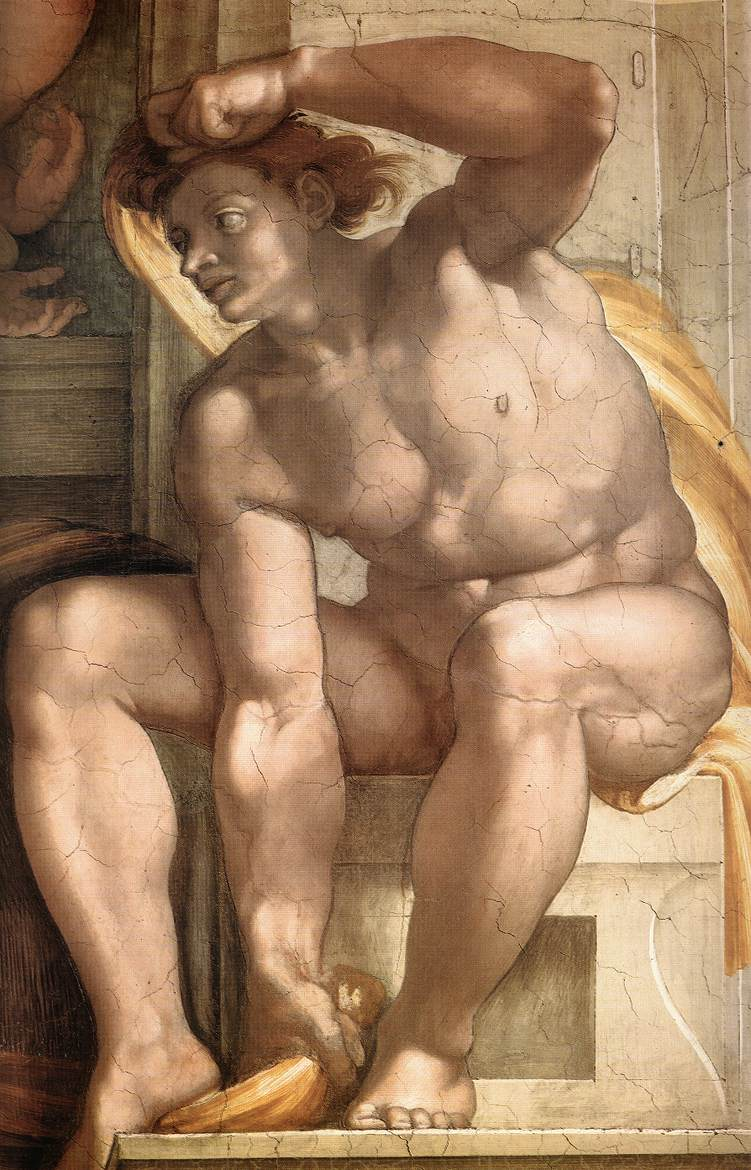
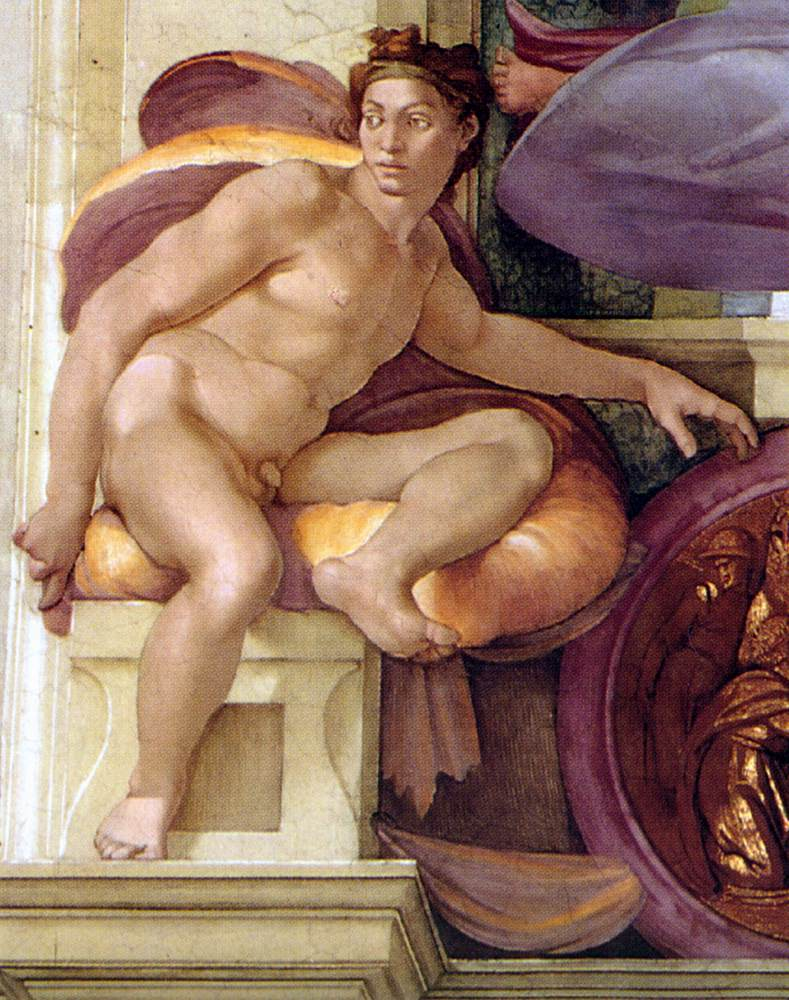
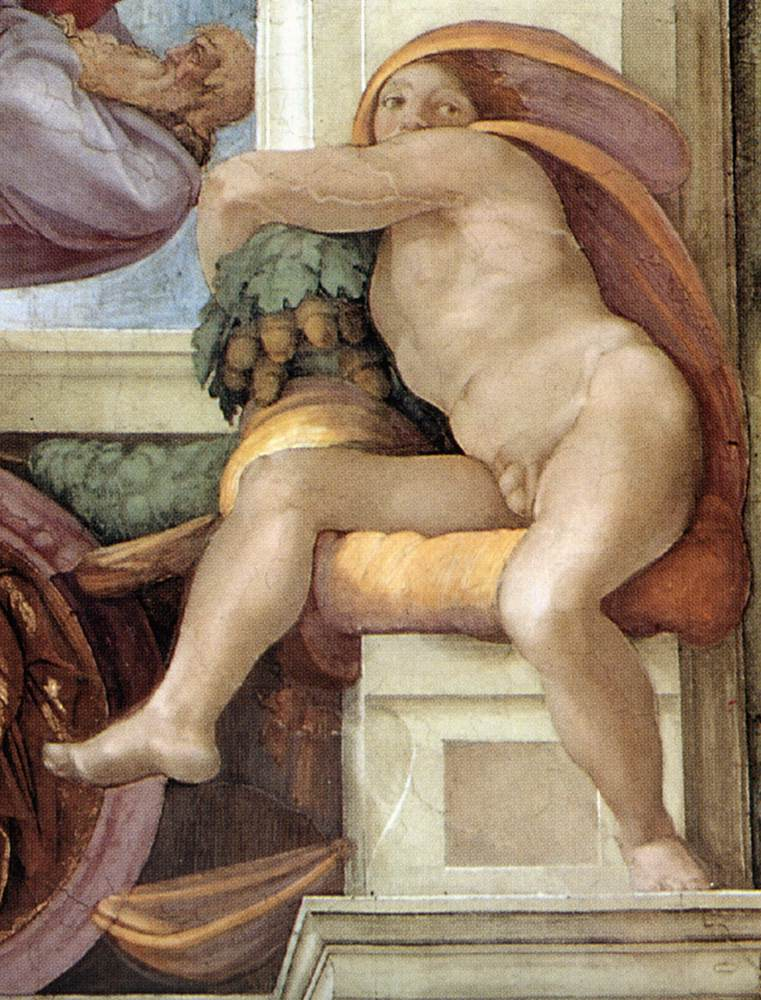
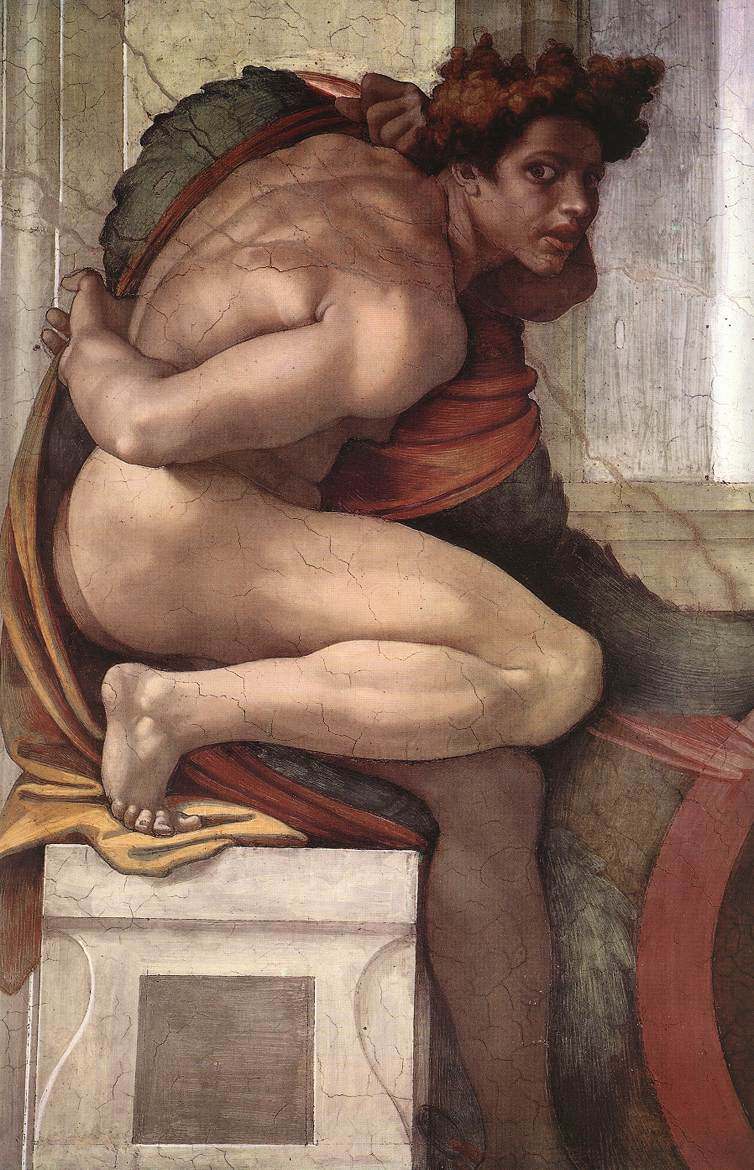
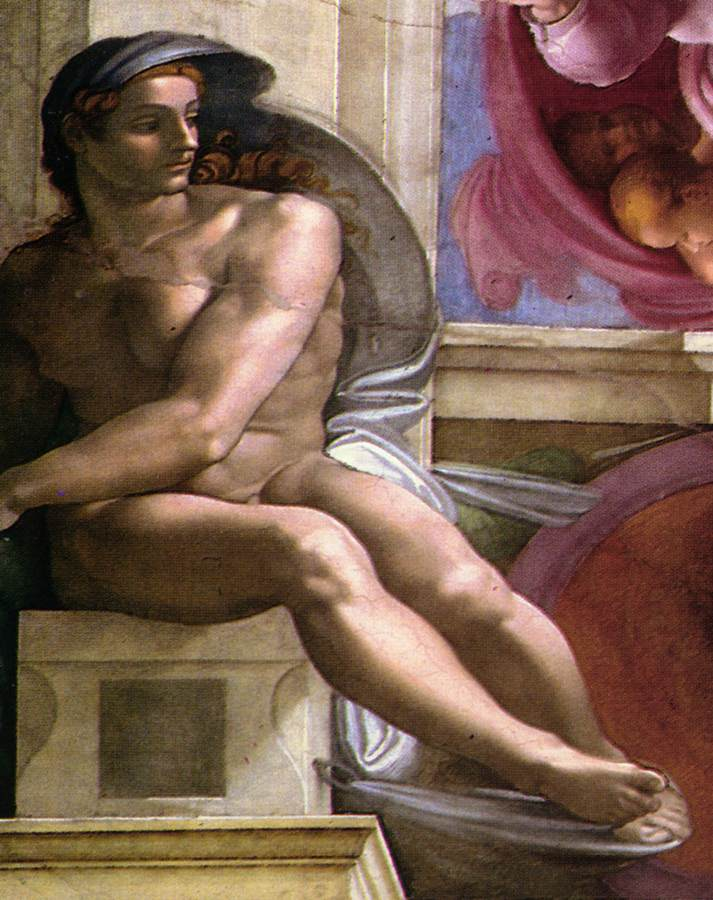

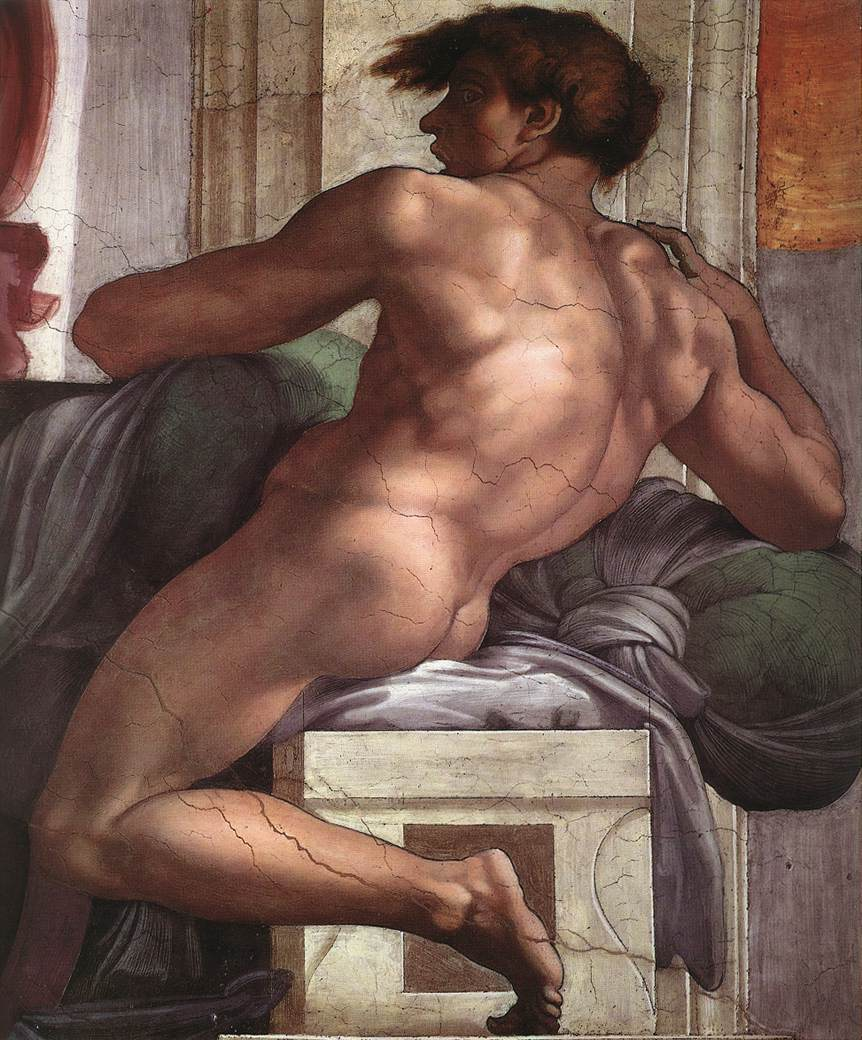
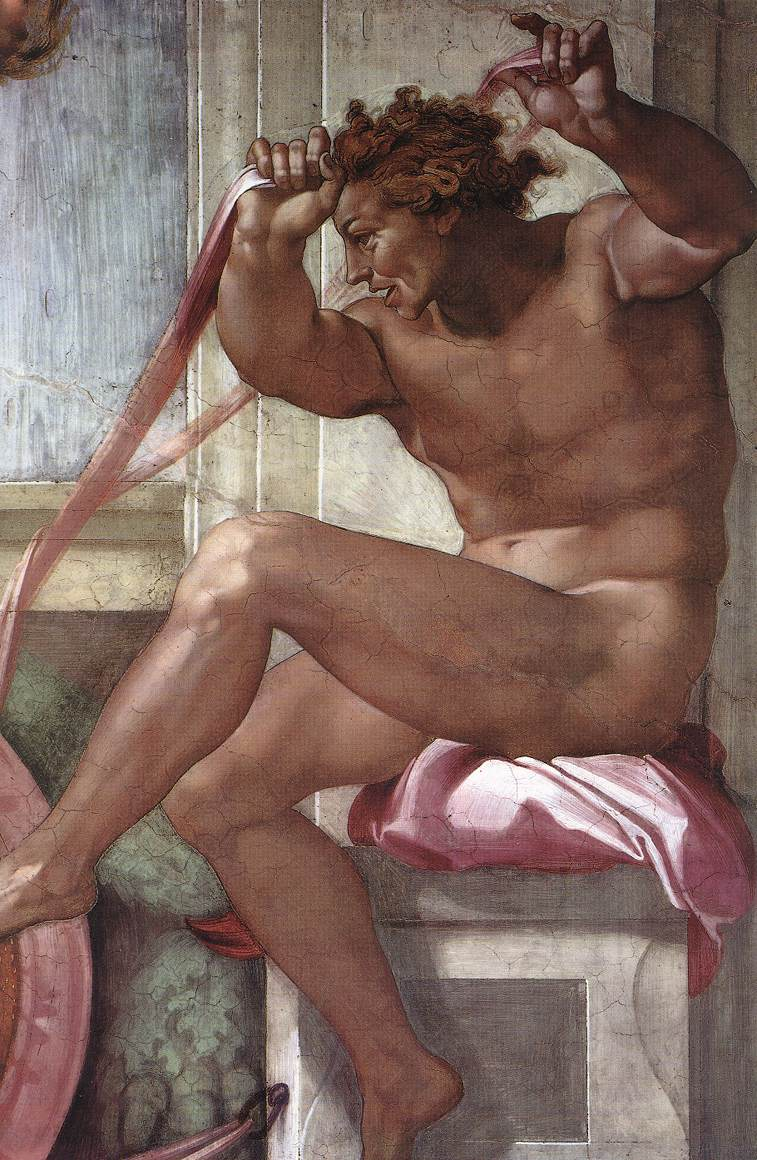
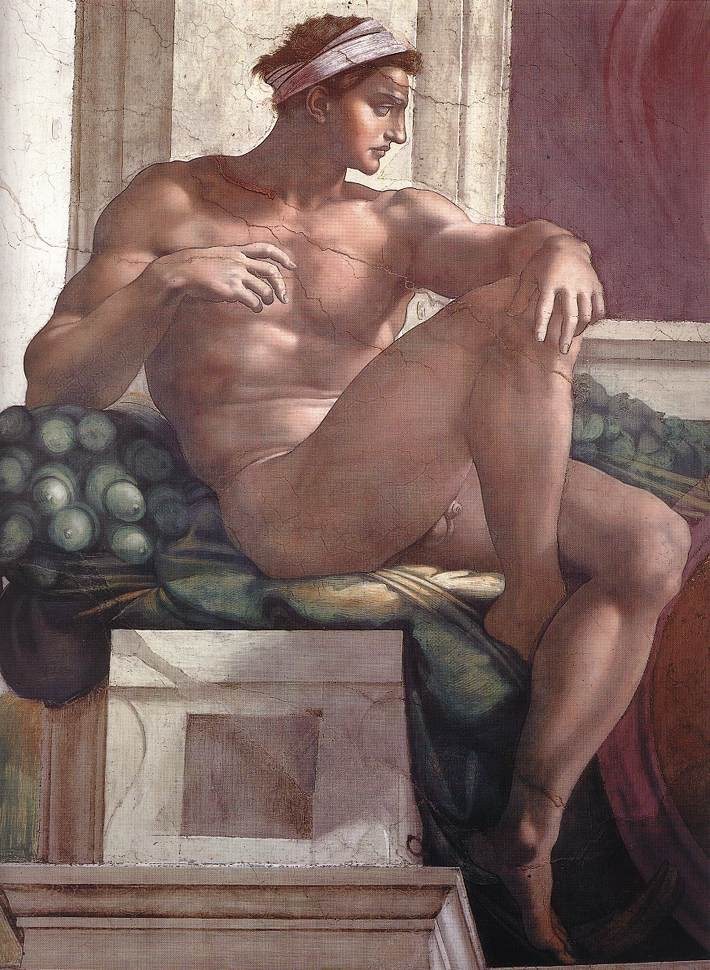
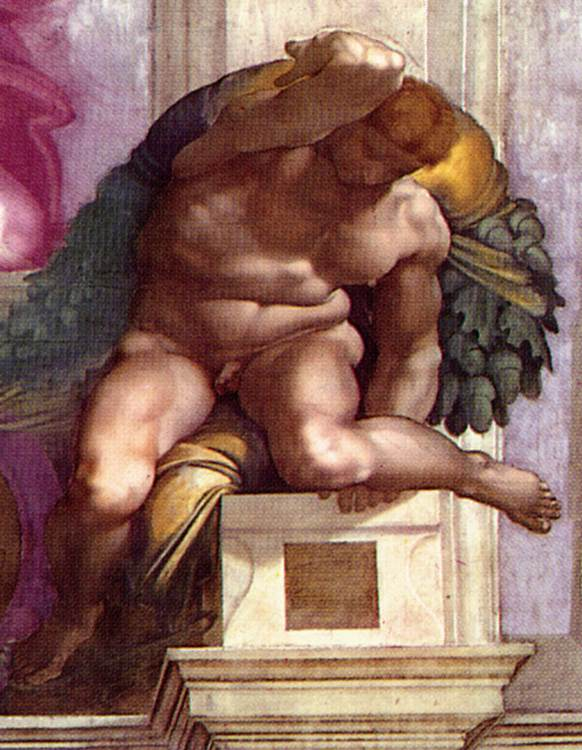
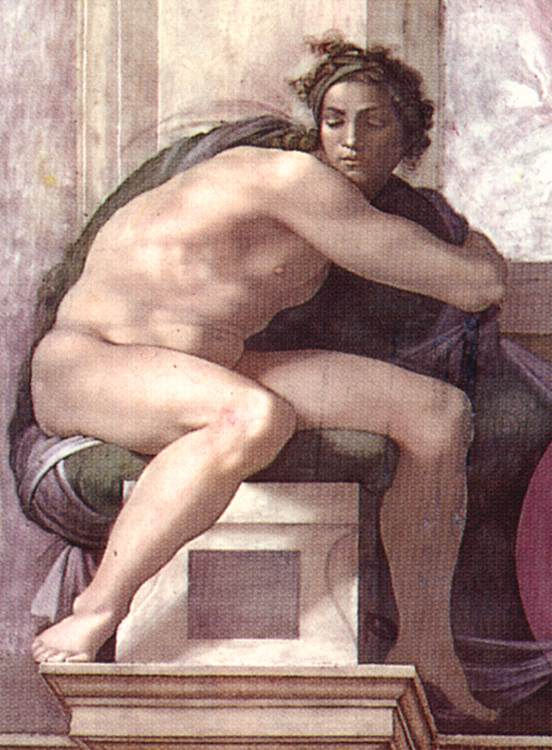
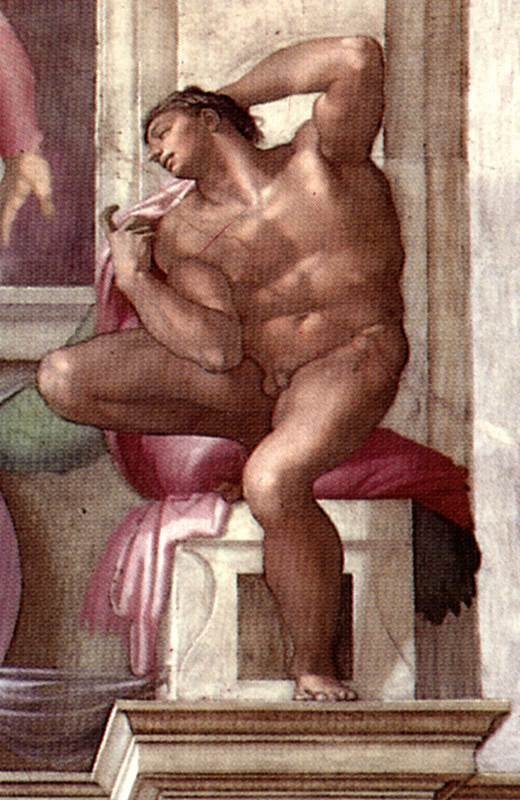

Ils ont été interprétés comme des Atlantes (Steinmann, 1905) , des athlètes de Dieu (Eisler, 1961), des chérubins (Kuhn, 1975), des anges sans ailes (Emison, 1998) ou bien encore des cariatides, mais ils ne supportent rien, ou comme des prisonniers, mais ils ne sont ni liés ni enchaînés.
Vasari voit en eux des figures exemplaires grâce auxquelles Michel-Ange a voulu démontrer la perfection de son art, mais souligne d'autre part leur fonction particulière, liée au fait qu'ils portent des guirlandes de feuille de chêne et des glands, certains dorés, ainsi que d'abondants fagots rappelant les cornes d'abondance. Ils offrent  ainsi au spectateur d'incontournables références héraldiques à la famille du pape, d'où Vasari conclut que les symboles des Rovere renvoient à la renaissance de l'âge d'or sous le pontificat de Jules II Cette approche a été développée dans un essai de Christiane L. Joost-Gaugier en 1996. Au Moyen-Âge, les sources antiques correspondantes, soumises à l'interprétation chrétienne, étaient largement répandues, et vers la fin du XVe siècle, elles étaient même accessibles dans les traductions italiennes (Métamorphoses d'Ovide ; Histoire naturelle de Pline ; Géorgiques de Virgile ; Énéide).
Dans son premier projet pour la voûte, Michel-Ange avait prévu de peindre des anges pour accompagner les figures des douze apôtres initialement envisagés. Les Ignudi, même dépourvus d'ailes, s'interprètent aussi comme les successeurs de ces anges (Emison, 1998). L'œuvre de Michel-Ange présente d'ailleurs des précédents montrant des êtres non ailés que leur ambivalence permet d'interpréter comme des anges, comme les figures à l'arrière-plan de la Vierge à l'escalier et les anges sans ailes de la Création d'Adam.
Ils doivent être compris tout comme d'autres nus comme les figures médiatrices entre l'humain et le divin. C'est ce qu'éclaire l'interprétation néoplatonicienne de Tolnay, qui tente d'inférer concrètement le sens plus profond de ces figures des poèmes de Michel-Ange, mais aussi des écrits de Laurent de Médicis, de Cristoforo Landino, de Marsile Ficin et de Pic de la Mirandole : selon Tolnay, lues à partir de l'Ivresse de Noé, les fresques représenteraient l'ascension vers Dieu ; les Ignudi et d'autres nus, pourraient dès lors s'interpréter comme des génies et des amours, et donc comme des figures médiatrices entre l'humain et le divin au sein du processus de l'ascension vers Dieu. 

Figures des Ignudi.
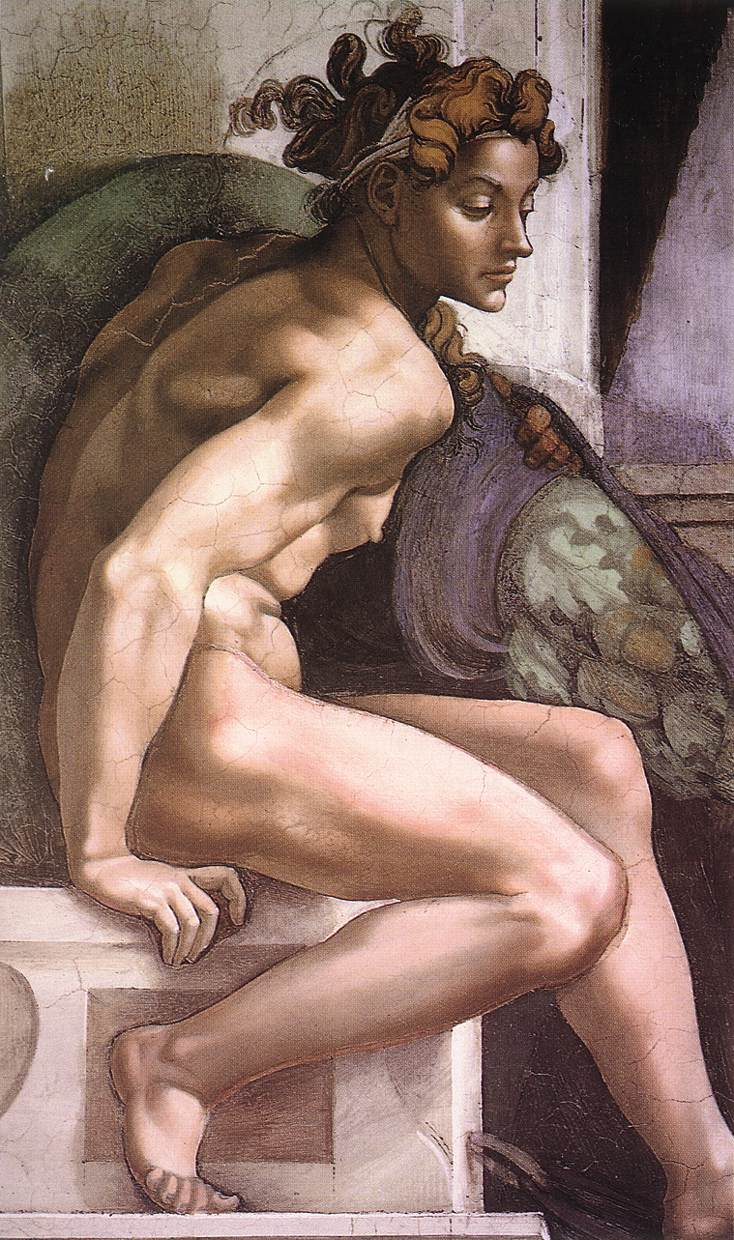
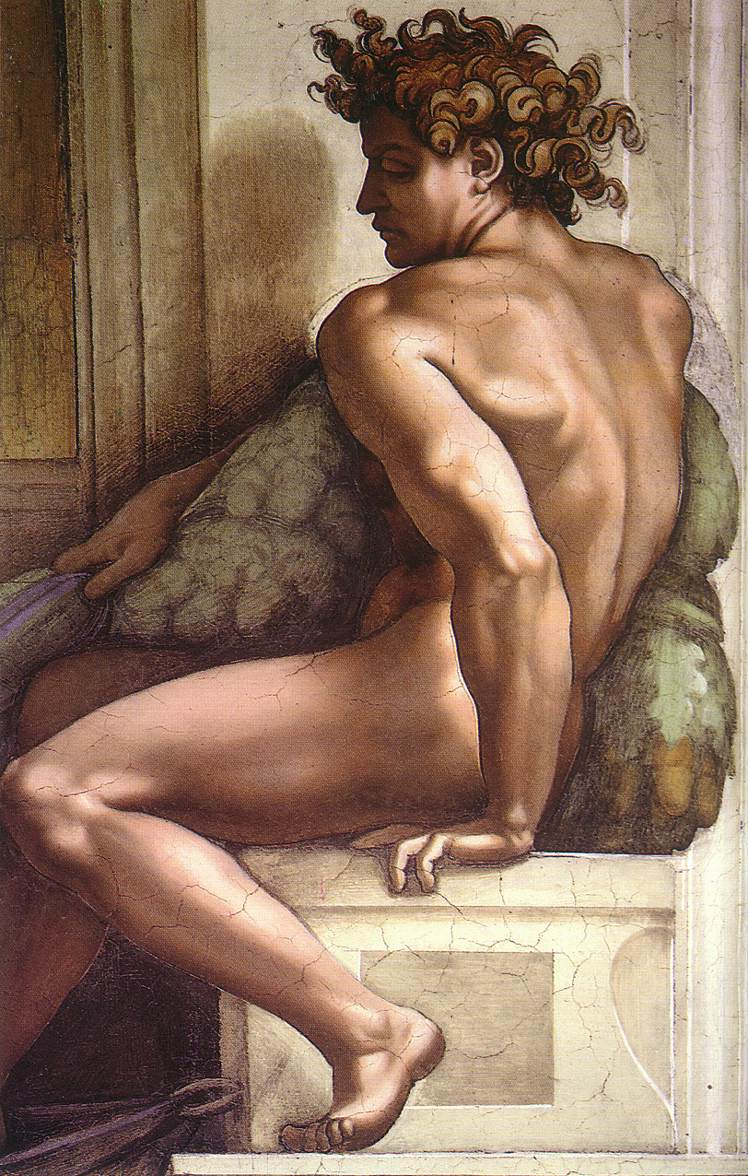
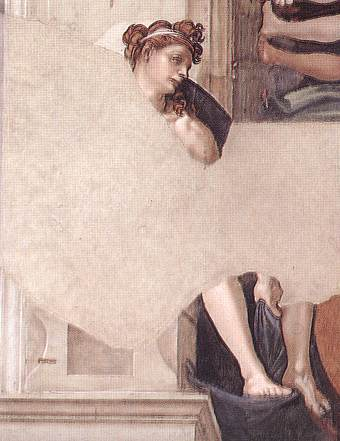
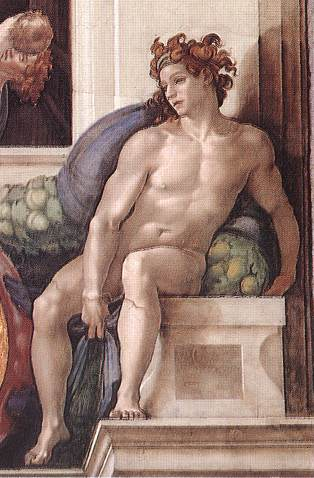
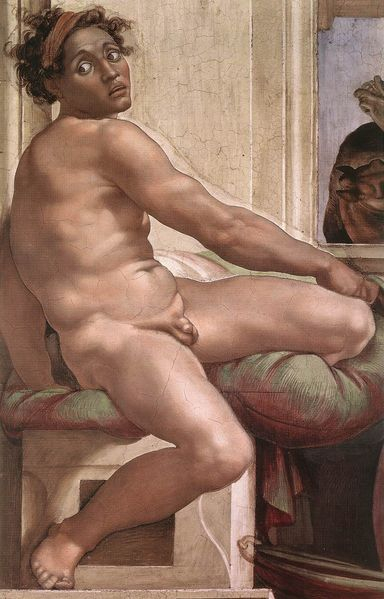
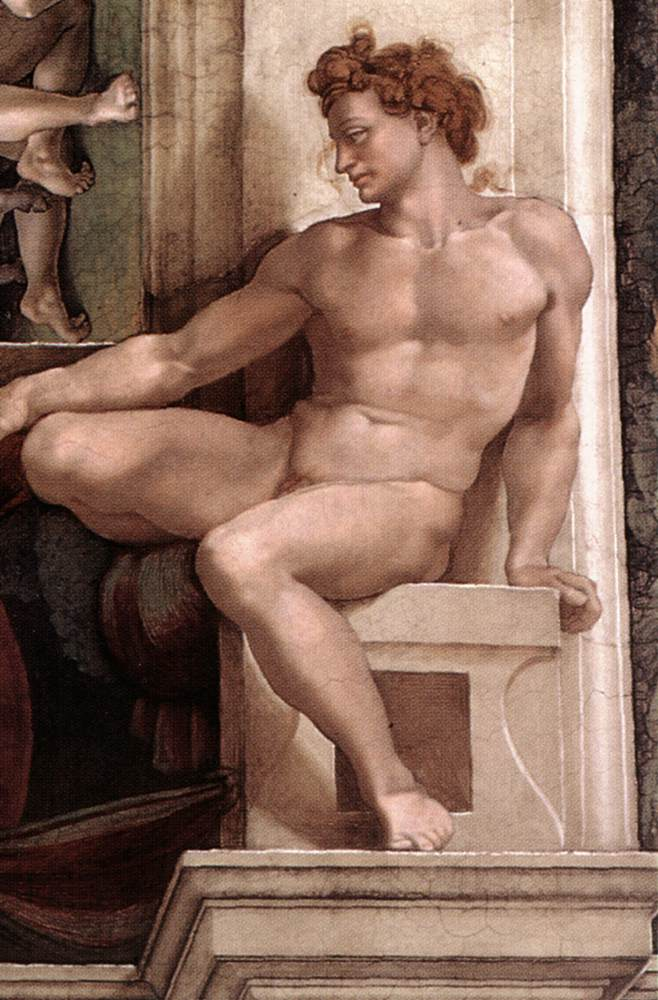
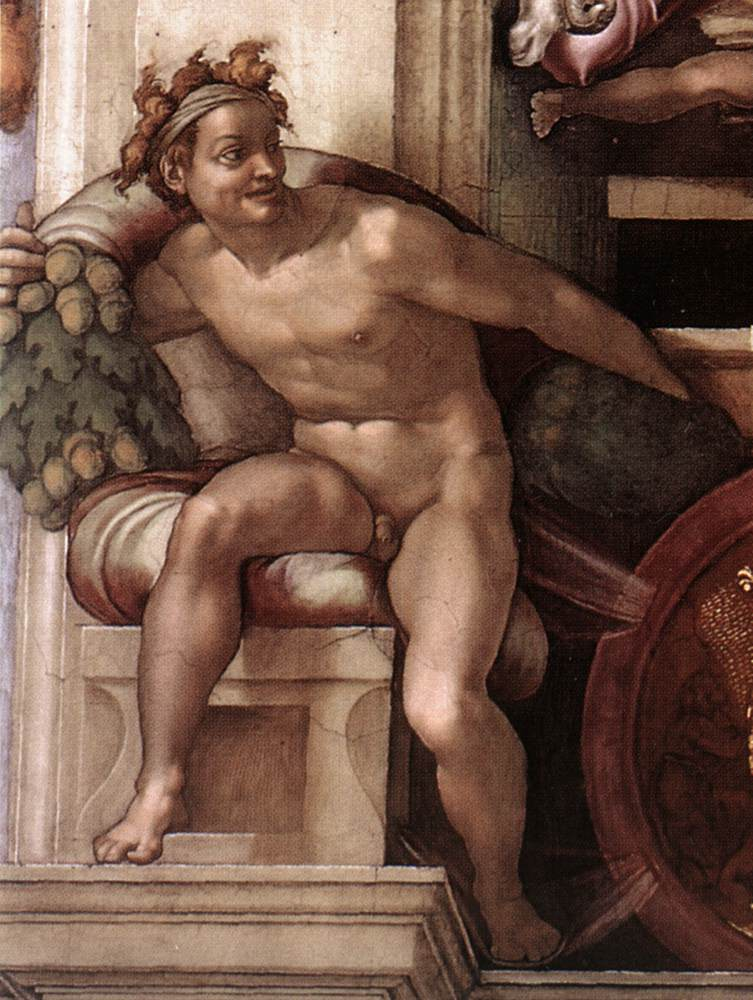

## Postérité
L'une des figures fait partie du musée imaginaire de l'historien français Paul Veyne, qui le décrit dans son ouvrage justement intitulé Mon musée imaginaire.